# Islam in China
De   islam in China   is een van de drie in het land aanwezige wereldgodsdiensten die van buiten China geïntroduceerd werd. Het arriveerde na het boeddhisme en in ongeveer dezelfde periode van de Tang-dynastie als het christendom. Een verschil met het christendom is, dat de islam  na de eerste introductie in China – in de zevende eeuw– hier onafgebroken aanwezig is geweest. Een tweede verschil is, dat de islam in China in tegenstelling tot het christendom en het boeddhisme maar in zeer geringe mate geïnteresseerd was in het bedrijven van missiearbeid. De islam groeide in China door vestiging van Arabische en Perzische  handelaren en vooral migratie van islamitische groepen uit Centraal-Azië. Daarnaast werden vanaf de achttiende eeuw islamitische gebieden door verovering aan het keizerrijk toegevoegd.
Op basis van gegevens uit 2010 zijn er ongeveer 24.000.000 moslims in China. Dit komt overeen met 1,8% van de totale Chinese populatie. In tegenstelling tot het christendom in China waarvan de omvang  – in absolute aantallen – sinds 1980 door bekeringen sterk is toegenomen, groeit de islam in China alleen op basis van natuurlijke aanwas door geboortecijfers. Sinds begin eenentwintigste eeuw is het christendom de islam in omvang van het aantal gelovigen dan ook gepasseerd.
Moslims in China behoren tot een van tien etnische groepen van de in totaal zesenvijftig officiële etnische groepen van de Volksrepubliek China. Van het totaal van 24.000.000 moslims behoort 90% tot de Hui of Oeigoeren.

## De herkomst van de islam in China
In de traditie zou de islam voor het eerst in China geïntroduceerd zijn in 651 door Sa`d ibn Abi Waqqas, een van de sahaba of metgezellen van  Mohammed. Een direct gevolg van dat bezoek zou de stichting van de Huaishengmoskee in Quanzhou geweest zijn. Hedendaagse historici concluderen dat er geen enkel historisch bewijs voor de traditie is, maar het staat vast dat er in de zesde eeuw en al voor het bestaan van de islam diplomaten en handelaren uit West- en Centraal-Azië  via de zijderoute  in China arriveerden. In de periode van de Tang-dynastie (618-907) werden de eerste handelsnederzettingen in de grotere steden gesticht. Ook lang niet allen waren op het moment van vestiging al moslim. Latere instroom tijdens de dynastie van Arabische en Perzische handelaren waren wel moslims en zouden met eerder aangekomen streekgenoten de kern gaan vormen van de eerste Chinese moslimbevolking. Verder werden tijdens de expansie van de dynastie tot aan het midden van de achtste eeuw groepen Turken als gevangenen en slaven naar het rijk gebracht.
De zeeroute bracht kooplieden die zich vestigden in steden als Quanzhou en Kanton. Die handelaren worden meestal aangeduid als Arabieren, maar zij hadden een gemengd etnische en religieuze achtergrond. Daarbij waren Joden, nestoriaanse christenen, moslims en hun gemeenschappelijke taal was eerder Perzisch dan Arabisch. Deze tijdelijke handelsnederzettingen ontwikkelden zich tot permanente vestigingen en vormden de eerste islamitische gemeenschappen in het zuidoostelijk deel van China.
Anders dan de missie van de nestorianen tijdens de dynastie en het boeddhisme hadden moslims geen enkele behoefte tot het bedrijven van enige missie. In 845 nam de keizer Wuzong (r. 840-846) het besluit om alle buitenlandse godsdiensten in China te verbieden. Het besluit was in de eerste plaats gericht tegen het georganiseerd boeddhisme en was ingegeven door financiële motieven. De boeddhistische kloosters hadden enorme rijkdommen verzameld en waren vaak vrijgesteld van betaling van belasting. Het besluit had echter ook consequenties voor het christendom, het manicheïsme en het zoroastrisme. De islam werd in dit decreet geheel niet benoemd.
In de periode van de Song-dynastie ( 960-1279) is een grotere economische en culturele invloed van moslims in China waarneembaar. Een belangrijk deel van de buitenlandse handel werd door moslims gedomineerd. De belangrijkste functies binnen de  havenautoriteit van Quanzhou, in de tijd de belangrijkste en grootste Chinese haven, werden door moslims uitgeoefend. De Chinese materia medica werd in 1065 herschreven en uitgebreid met een aantal hoofdstukken uit een Chinese vertaling van de Canon van de geneeskunde van Avicenna. Verhalen over China beginnen ook een rol te spelen in de Arabische literatuur, zoals het verhaal van Aladin en de wonderlamp in Duizend-en-een-nacht.
Omstreeks 1070 nodigde de keizer Shenzong ruim 5000 huishoudens uit Khwarazm uit zich in China te vestigen. De mannen werden  ingezet in de campagnes tegen de Liao-dynastie, een niet-Chinese dynastie van de Kitan die het noordoostelijk deel van China beheerste. Later werden zij gevestigd in het gebied tussen Kaifeng en het huidige Peking en vormden op die wijze een buffer tussen Chinezen en Kitan. De annalen van de Song-dynastie melden ook een vestiging van ruim 10.000 moslims eind elfde eeuw.
De belangrijkste factor voor het ontstaan van een permanente aanzienlijke aanwezigheid in het land zijn de Mongoolse veroveringen geweest. Tijdens de campagnes veroverden en plunderden de Mongolen belangrijke islamitische centra als Samarkand, Bukhara en Bagdad. Delen van de bevolking werden naar China gevoerd. In de periode van de Yuan-dynastie (1279-1368) werden moslims uit het westen van Azië ingezet als grenswachten, belastingontvangers en waren belast met administratieve taken, omdat de dynastie die betrouwbaarder achtte dan Han-Chinezen. De Yuan deelden de bevolking van het rijk in volgens een aantal categorieën. De eerste waren de Mongolen zelf. De tweede categorie werd de Semuren  genoemd. Dat heeft een betekenis als Gemengde categorieën. Daarbij behoorden islamitische groepen en ook christenen. Pas daarna volgden in de rangorde Chinezen. Er zijn geen echt betrouwbare cijfers over het aantal moslims, dat zich in deze periode in China vestigde, maar het moeten er honderdduizenden en een veelvoud zijn geweest  vergeleken met de periodes hiervoor.
De belangrijkste religies in het rijk waren het boeddhisme, taoïsme, islam en christendom. Zolang de leidinggevenden uit deze godsdiensten in hun gebeden en opstelling hun loyaliteit aan de Yuan toonden, konden ze rekenen op privileges, zoals vrijstelling van belasting voor religieus eigendom. De Yuan namen wel maatregelen tegen tegen religieuze praktijken op het moment dat leiders naar hun opvatting op dat moment niet loyaal genoeg waren. Tijdens delen van de periode waren strenge maatregelen tegen de joods-islamitische wijze van slachten van kracht  en op het uitvoeren van circumcisie stond de doodstraf. 

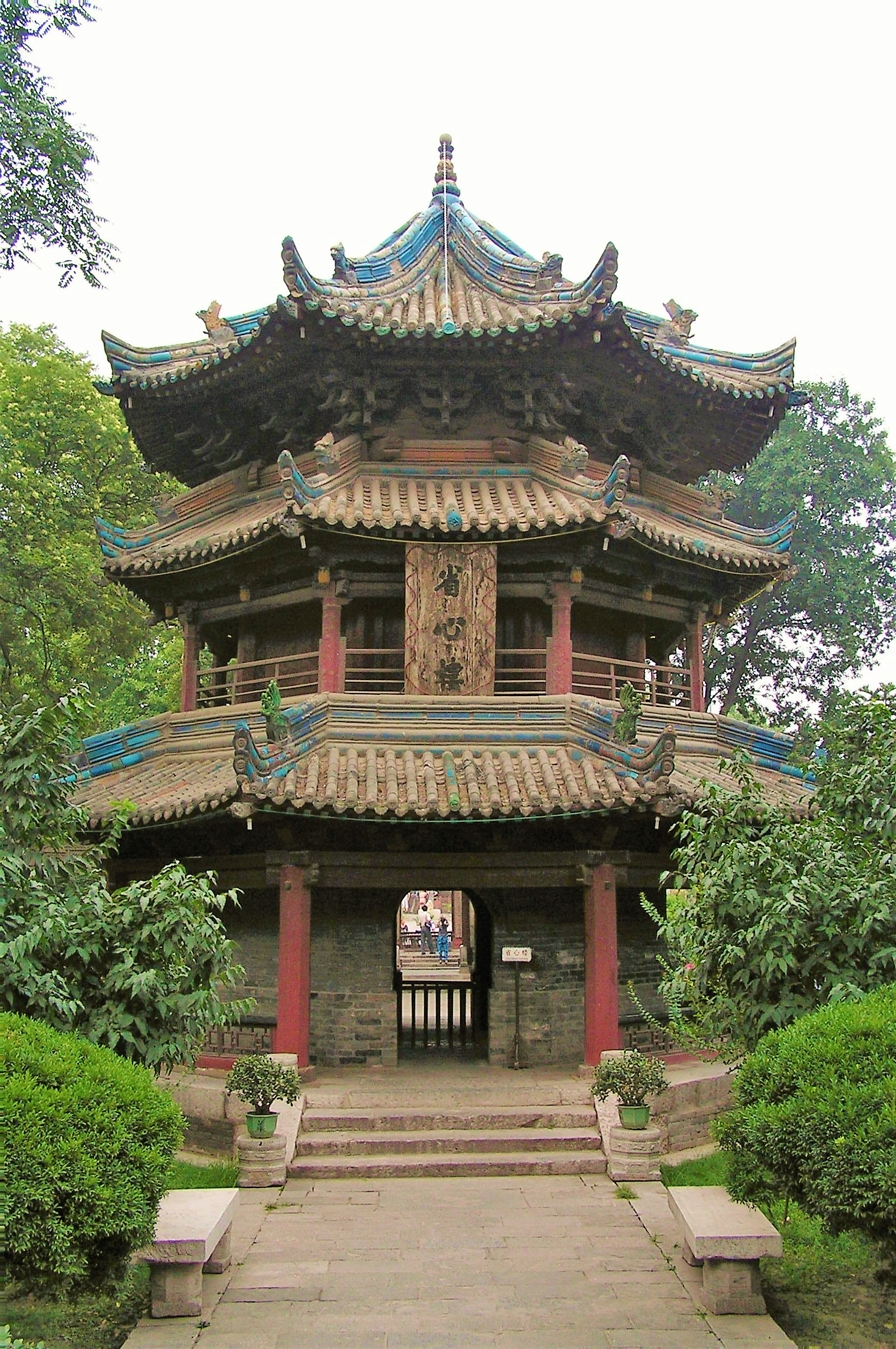
Grote Moskee van Xi'an

Tijdens de Ming-dynastie ( 1368-1644) vond al een zekere sinificatie van moslims plaats. Vanaf ongeveer 1440 is er onder de dynastie sprake van een toenemend isolationisme. Het gevolg is een afname van de internationale handel via de zee route en dat heeft ook een afname van het aantal moslims in de havensteden tot gevolg. Ook de migratie van moslims uit islamitische landen naar China nam sterk af. De moslimgemeenschap in China had ook steeds minder contacten met de rest van de islamitische wereld.
Moslims begonnen Chinese achternamen aan te nemen of gebruikten het karakter dat het meest leek op dat van hun eigen naam. Ha voor Hassan, Hu voor Hoessein, Mo voor Mohammed, etc. Ook het xiao'erjing, een transscriptiemethode om Chinees in het Arabisch alfabet te schrijven werd verder vervolmaakt. Een toenemend aantal moslims begon echter het lokale Chinese dialect te spreken en ook geschreven Chinees te beheersen. Het ontwerp van moskeeën begon Chinese tradities te volgen. Een voorbeeld is de  Grote Moskee van Xi'an, waarvan de nog bestaande gebouwen voor het grootste deel uit deze periode dateren. Net al bij veel andere moskeeën worden de  minaretten vormgegeven als pagodes.
In de periode van de Qing-dynastie (1644-1911) werd het grondgebied van China sterk uitgebreid. Het gebied van Amdo ging politiek en administratief deel uitmaken van de toenmalige provincie Gansu. Het gevolg was dat islamitische groepen als de  Salar en de Dongxiang deel gingen uitmaken van het rijk. Een aanzienlijke uitbreiding van het aantal moslims binnen het rijk was het gevolg van de verovering van het huidige Sinkiang met het daarbij behorende Tarimbekken. Dat bracht de Oeigoeren en kleinere groepen, zoals Kazachen, Kirgiezen en Tadzjieken binnen de nieuwe grenzen van het rijk.
In de negentiende eeuw vonden een aantal opstanden van moslims plaats tegen het keizerlijk gezag in Peking. Religieuze spanningen waren vrijwel nooit de oorzaak voor het ontstaan van die opstanden. De oorzaak voor die opstanden had vooral te maken met verslechterende economische omstandigheden, wanbestuur en corruptie. Religieuze motieven gingen gingen pas in de loop van de strijd een rol spelen, omdat in het nauw gedreven leiders daar een beroep op gingen doen.

## Moslimgroepen in China

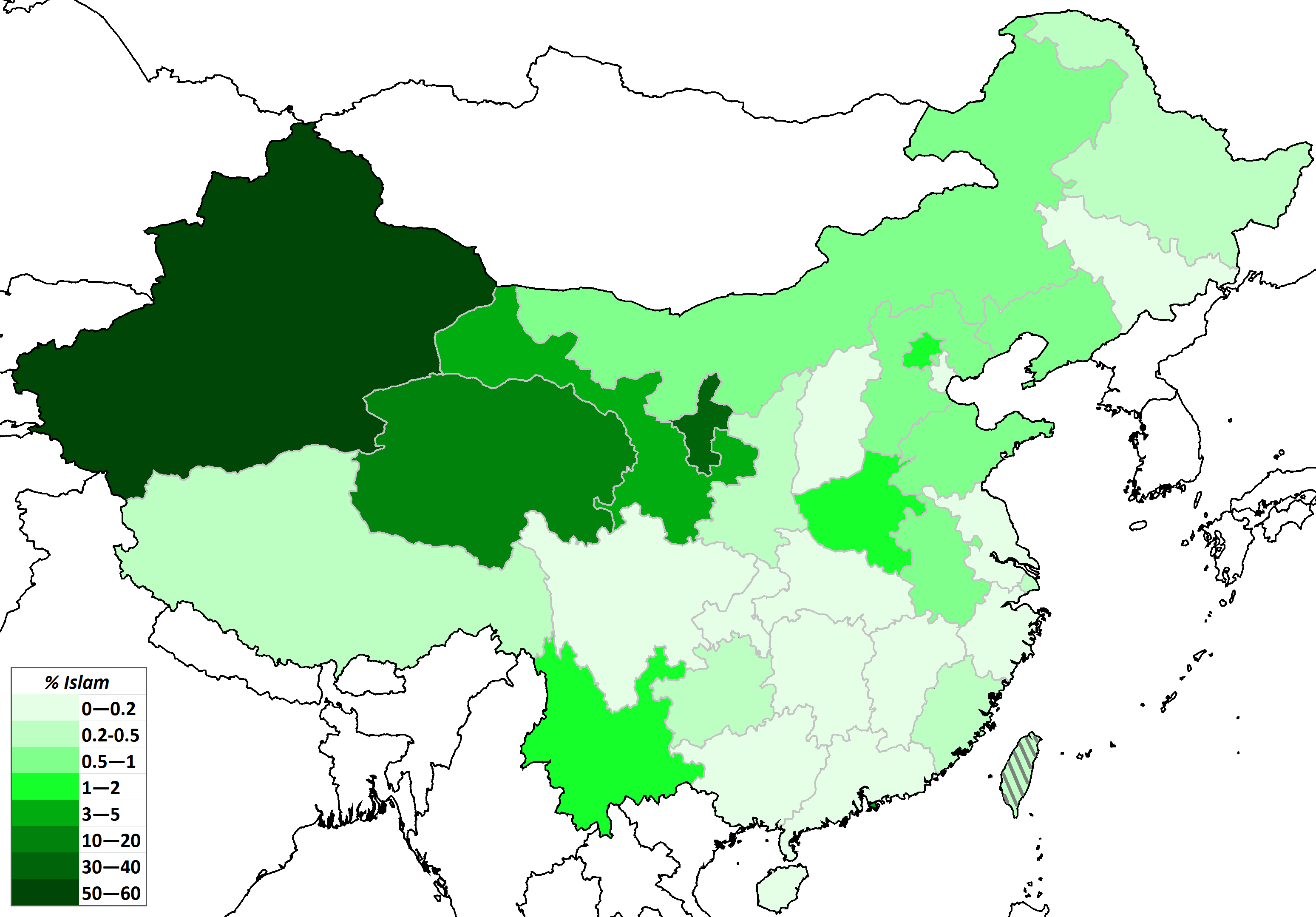
Percentage moslims als deel van de totale populatie in Chinese regio 's. Gegevens 2010.

Binnen de Chinese overheidsadministratie worden tien verschillende moslimgroepen erkend als officiële etnische groepen van de Volksrepubliek China vanwege hun traditie, cultuur dan wel religieuze overtuigingen. In de Chinese administratie wordt de term moslim dan gebruikt voor ieder individu dat tot een van die tien groeperingen behoort. Er zijn meerdere criteria om vast te stellen tot welke van die tien groepen dan een moslim behoort. De belangrijkste is de taal die zij spreken. Er is kritiek in China op de wijze van indeling. Het wordt vaak als te grof en mechanisch ervaren worden en houdt onvoldoende rekening met gewijzigde maatschappelijke en culturele veranderingen. Het suggereert een nauwkeurigheid die feitelijk in die mate niet aanwezig is. Het zou onvoldoende recht doen aan individuen en gemeenschappen met een etnisch gemengde afkomst.
De mate waarin Chinese moslims vrome gelovigen zijn kan sterk variëren. Er zijn imams en volgelingen die hun geloof op vergelijkbare wijze belijden als orthodoxe moslims in de rest van de islamitische wereld. Er zijn groepen min of meer geheime Soefi -broederschappen. Er zijn echter ook kaderleden van de communistische partij en afkomstig uit deze tien groepen die overtuigd atheïst zijn.

### De Hui
De term Hui, ook wel Huihui, werd in verschillende periodes zowel voor een etnische groep als voor een religieuze overtuiging gebruikt en de bronnen zijn niet altijd duidelijk welke betekenis bedoeld wordt. De term wordt in bronnen uit de periode van de Song-dynastie voor het eerst gebruikt. Lang werd de term  Huihui  voor zowel moslims, het jodendom in China en vaak ook nog christenen gehanteerd. Pas in de periode van de Yuan-dynastie in de dertiende eeuw wordt de terminologie iets duidelijker. Er wordt dan een onderscheid gemaakt tussen   Hui die geen varkensvlees eten en ter onderscheiding van andere Hui die ook geen varkensvlees eten  Hui die de pees verwijderen. Het laatste  verwijst naar de joodse spijswet die het eten van de  Nervus ischiadicus verbiedt.
In het huidige China wordt de term gebruikt voor die moslims, die niet gerekend kunnen worden tot etnoniemen als Oeigoeren, Kazachen, etc. Verschillend van andere moslimgroeperingen zijn Hui in geheel China en in vrijwel iedere stad en regio aanwezig. Er zijn echter twee gebieden waar duidelijke concentraties aanwezig zijn; de Autonome Hui Prefectuur Linxia ten zuiden van Lanzhou en de Autonome Hui Regio Ningxia met Yinchuan als hoofdstad.
Hui zijn in etnische zin geassimileerd en het vaak enige onderscheid met andere Han-Chinezen is hun religieuze overtuiging. Hui hebben Chinees als voertaal, hoewel zij het Arabische schrift voor decoratieve en religieuze doeleinden blijven gebruiken. Er kunnen aanzienlijke verschillen zijn tussen Hui in het noordwesten van het land waar de islam meer verbonden is met het dagelijks leven en Hui in het zuidoosten waar het islamitisch karakter aanzienlijk minder zichtbaar is. Op basis van gegevens uit 2010 is hun aantal 10.580.000.

### Oeigoeren
De meeste historici zijn van opvatting dat de groep die nu Oeigoeren wordt genoemd, afstamt van een aantal volkeren waaronder de oorspronkelijke Oeigoeren die in het gebied van het huidige Mongolië hebben gewoond. Die groep veroverde het Rijk der Göktürken en stichtte omstreeks het midden van de achtste eeuw het Oeigoerse Rijk. Dit rijk hield ongeveer honderd jaar stand tot het midden negende eeuw werd vernietigd door de Jenisej Kirgiezen. Het gevolg was een verspreiding van het toenmalige Oeigoerse volk over meerdere delen van Centraal-Azië. De meerderheid van de Oeigoeren vestigde zich in het Tarimbekken en daar mengden zij zich met groepen van onder meer Tochaarse afkomst.
De Oeigoeren waren tot de val van de Yuan-dynastie in de veertiende eeuw overwegend manicheeërs of nestoriaanse christenen. Pas na de val van de dynastie gingen zij over tot de islam, een proces dat pas in de zestiende eeuw voltooid was.
Tot begin twintigste eeuw bestond Oeigoer als etnisch begrip niet. Tot in de twintigste eeuw onderscheidden Chinese regeringen Turkstalige moslims alleen van Hui door de eersten aan te duiden als  chantou  of  chanhui in de betekenis van moslims met een tulband die grote groepen Turkstalige moslims droegen. Westerse reizigers noemden de moslims in het Tarimbekken  Turki . 
De Oeigoeren waren en zijn in zekere mate nog sedentaire landbouwers in en rond de oasen van het Tarimbekken. Dat heeft hen altijd onderscheiden van andere Turkstalige groepen in de regio die traditioneel meer herdersvolken en veehouders waren. Hun aantal is 10.000.000 ( 2010)

### Andere moslimgroepen in Sinkiang

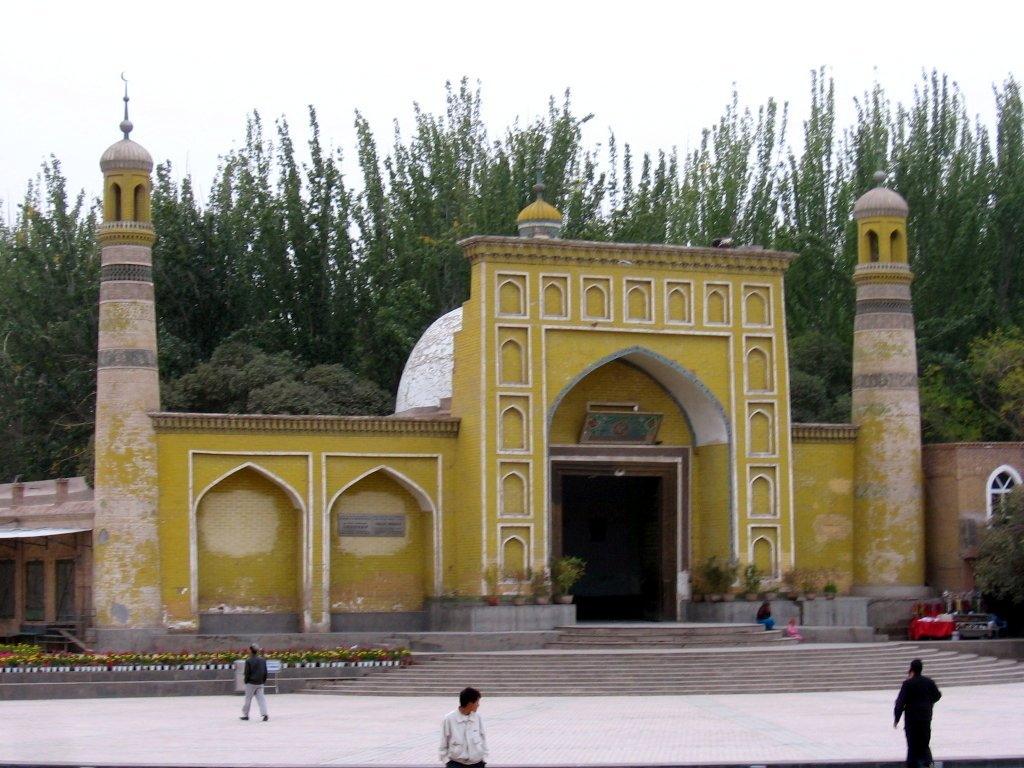
Aidkahmoskee in Kashgar

De Kazachen van Sinkiang hebben  in essentie dezelfde etnische afkomst als de bewoners van Kazachstan. De Kazachen in Sinkiang waren herders en veehouders en hun levensstijl, cultuur en uiterlijk hebben veel gelijkenis met dat van de Mongolen.  Een concentratie van Kazachen is in het noorden van de provincie aanwezig in de Autonome Kazachse Prefectuur Ili. Hun aantal is 1.460.000.
De Kirgiezen van Sinkiang wonen vooral in het zuiden en westen van Sinkiang met een concentratie in de Autonome Kirgizische Prefectuur Kizilsu. Hun taal en cultuur is nauw verwant aan die van de Kazachen. Hun aantal is 187.000.
De Oezbeken van Sinkiang zijn nauw verwant aan de Oezbeken van Oezbekistan en Afghanistan. Dit deel van de Oezbeken kwam relatief laat naar Sinkiang als gevolg van migratie vanuit Centraal-Azië in de achttiende eeuw. Sindsdien hebben ze vooral in door Oeigoeren gedomineerde gebieden gewoond. Er zijn dan ook slechts geringe verschillen in levensstijl en religieuze gebruiken tussen deze twee groepen. Hun aantal is 10.500.
De Tadzjieken in Sinkiang spreken een taal die nauw verwant is aan het Perzisch. Enkele Tadzjiekse gemeenschappen zijn sjiieten, waar de overgrote meerderheid van moslims in China soennieten zijn. Een concentratie woont in het Autonoom Tadzjieks Arrondissement Taxkorgan. Hun aantal is ongeveer 50.000.
De Tataren in Sinkiang behoren tot de kleinste van de officiële etnische groepen in China. Hun aantal is ongeveer 4000 personen. De meesten leven in het noorden van de provincie aan de grens met Kazachstan.

### Moslimgroepen in Qinghai en Gansu
De Salar spreken een Turkse taal. Zij traceren hun afkomst naar migranten uit de regio van Samarkand die tijdens de Song-dynastie in Chine arriveerden. Zij wonen in het grensgebied van de huidige provincies Qinghai en Gansu aan beide zijden van de Gele Rivier. Het gebied waar zij zich in de elfde eeuw vestigden werd vooral bewoond door Mongolen, Tibetanen en al andere moslims die later tot de Hui zouden gaan behoren. Ondanks veel vermenging met deze groepen hebben de Salar hun taal en cultuur weten te behouden. Zij staan dan ook dichter bij de oorspronkelijke cultuur van Centraal-Azië dan alle andere moslims in China. Een concentratie van hen woont in het Xunhua Salar Autononoom Arrondissement. Hun aantal is 130.000.
De  Bonan, ook wel Bao 'an is ook een van de kleinste etnische minderheden met ongeveer 20.000 personen. Voorheen stonden ze bekend als de Bonan Hui en werden als Hui geregistreerd. Sinds 1952 zijn ze erkend als een aparte etnische minderheid. Zij wonen in het zuidwesten van de provincie Gansu en moeten daar in de twaalfde eeuw vanuit Centraal-Azië gearriveerd zijn. Tijdens de Yuan-dynastie werden ze ingezet voor taken op het gebied van grensbewaking. Hun taal is gerelateerd aan een archaïsche vorm van Mongools. Het grootste deel woont in de  Jishishan Bonan, Dongxiang en Salar Autonome Prefectuur met de stad Tongren als hoofdstad.
In dezelfde autonome prefectuur wonen de meeste Dongxiang. Over hun afkomst is weinig bekend. Het is mogelijk dat ze als krijgsgevangenen van Dzjengis Khan al in de twaalfde eeuw in China arriveerden. Het woord Dongxiang heeft een betekenis als    oostelijke nederzetting  omdat de meesten oostelijk van de bergen van Lingxia woonden. Zij spreken een Mongoolse taal. Hun aantal is 625.000.

## Religieuze richtingen

Het mausoleum van de Soefi-meester Afaq Khoja in Kashgar

De overgrote meerderheid van de moslims in China zijn soennieten, die behoren tot de school van de hanafieten. Slechts enkele gemeenschappen Tadzjieken en Oeigoeren zijn sjiisten. Er is wel een aanzienlijke invloed geweest van het soefisme in China.  Het soefisme werd rond 1600 in China geïntroduceerd. De in China aanwezige soefi-scholen of -broederschappen hebben bij de Hui  de naam  menhuan  . Dit verwijst naar het Arabische  silsila , de erfelijke opvolging van Soefi-meesters, die hun autoriteit aan Mohammed zelf dan wel zijn directe opvolgers ontlenen. Turkstalige moslims in Sinkiang benoemen de  broederschappen  als    ishan  en hun leiders als   khoja .
Er zijn vier Soefi-scholen in China actief geweest, waarvan die van de Naqshbandiyya de meeste invloed heeft gehad. Het soefisme speelde een belangrijke rol in een herleving van de islam in China tijdens de achttiende  eeuw. Een aantal auteurs benoemt het soefisme in China als de belangrijkste kracht die voorkwam dat Hui ook in religieus opzicht assimileerden in een omgeving die gedomineerd werd door confucianisme, taoïsme en Chinees volksgeloof.
De   gedimu  , de meest orthodoxe richting binnen de islam in China kwam vanaf eind achttiende eeuw in conflict met de soefi-scholen. De belangrijkste meningsverschillen waren een verschillende nadruk op het wel of niet letterlijk uitvoeren van de sharia en tegenstrijdige opvattingen over de  tariqa , het mystieke pad van onderricht binnen het soefisme. Een ander aspect was de verering in de soefi-scholen voor de graftomben van hun leiders. Voor orthodoxe moslims als de   gedimu   was dat een inbreuk op het verbod van verering van afgodsbeelden.

## Vertalingen van de Koran in het Chinees

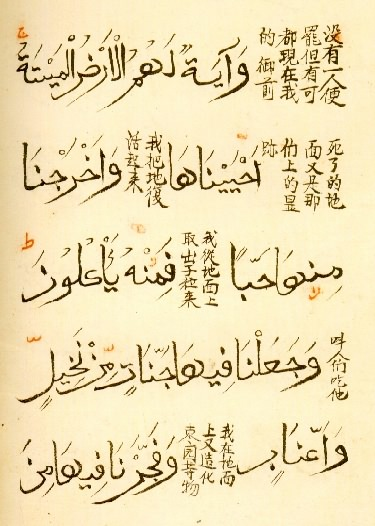
Vers 33 en 34 van Soera Ya Sin in Chinese vertaling

De eerste vertalingen van dan nog slechts enkele soewar uit de Koran in het Chinees verschenen laat in de geschiedenis van de islam in China. Die eerste vertalingen dateren van omstreeks 1500. De eerste Chinese vertaling van de volledige Koran werd eind negentiende eeuw -door een niet-moslim- gemaakt, maar pas in 1927 voor het eerst gepubliceerd. De nu meest gehanteerde Chinese vertaling dateert van 1981.
In de vakliteratuur worden meerdere argumenten genoemd voor deze late ontwikkeling. De eerste is de meer algemene terughoudendheid ten aanzien van het vertalen van de Koran uit het Arabisch. Een tweede argument is het klimaat van vijandigheid ten opzichte van moslims tijdens de  Qing-dynastie. Het belangrijkste argument is echter de intellectueel geïsoleerde positie van Chinese moslims ten opzichte van de rest van de islamitische wereld. De voor het vertalen noodzakelijke beheersing van het Arabisch was lang vrijwel niet aanwezig. Als gevolg daarvan is kennis van de Koran in China lang vrijwel uitsluitend gebaseerd geweest op een orale traditie met fouten als gevolg. Waarnemers hebben ook in de eenentwintigste eeuw vaak opgemerkt dat Chinese imams het Arabisch op volstrekt onbegrijpelijke en onverstaanbare wijze uitspreken.

## Islamic Association of China
De Islamic Association of China werd in 1952 opgericht en is bedoeld als  koepelorganisatie van alle moslims in China. Het is een door de staat gemonitorde en deels gecontroleerde  organisatie. Tot de taken behoort onder meer het in stand houden van islamitisch erfgoed in China en het uitgeven van publicaties in zowel Chinees als Oeigoers. Het geeft aan acht instituten in China opleidingen voor imams en mullahs. Het is ook verantwoordelijk voor de organisatie van de Hadj, de pelgrimstocht naar Mekka,  voor Chinese moslims.